# 德米特里·舍米亚卡
德米特里·尤里耶维奇·舍米亚卡（Дмитрий Юрьевич Шемяка，?—1453年），是斯摩棱斯克的阿纳斯塔西娅和德米特里·顿斯科伊的孙子，兹韦尼哥罗德的尤里的第二个儿子。他的世袭領地位於加利奇。德米特里·舍米亚卡(1445, 1446–1447) 曾两度出任莫斯科大公。1453年7月17日，他在吃鸡肉时中毒身亡。